# جامع الإمام الحسين (الدمام)
جامع الإمام الحسين الجامع الوحيد في مدينة الدمام للشيعة تم بناؤه عام 1407 للهجرة ويتسع الجامع لأكثر من 5 آلاف مصلٍّ من الرجال والنساء ومساحة الجامع تقارب الـ 20 ألف متر مربع، وهو أحد الجوامع الرئسية في وسط مدينة الدمام ويعرف لدى الناس بمسجد العنود .

## لمحة تاريخية
تأسس عام 1402هـ بجهد بذله ياسين بوحليقة أنذاك، وجمع تبرعات مالية لغرض إنشاء المسجد، وتم تحديد قطعة أرض تبرع بها سكان الحي ورجال أعمال ووجهاء وأُطلق عليه اسم «جامع الإمام الحسين».و تقدر مساحة الأرض المقام عليها الجامع بنحو 10 آلاف متر مربع شاملة مبنى الجامع والمواقف المحيطة به. شهد الجامع مراحل توسعة متكررة، حتى وصلت طاقته الاستيعابية إلى نحو 5 آلاف مصل. ويتكون من دورين ويقع ضمن الدور العلوي جزء منفصل خاص بالنساء.
وتتبع الجامع مرافق مثل غرفة مخصصة للإمام، وغرفة للعاملين، ومكان صلاة خارجي يتسع لنحو 500 مصلٍّ، وهو محاط بسور خارجي له 10 بوابات.

## محاولة تفجير الجامع
أثناء أداء المصلين لصلاة الجمعة في الجامع يوم 29 مايو 2015 قام أحد الأشخاص متنكرًا في زي نسائي (سمته داعش أبو جندل الجزراوي) بمحاولة الدخول إلى قسم النساء وعندما علم أنه مغلق قام بمحاولة الدخول إلى مصلى الرجال مما أثار حوله الريبة والشك فقام عدد من المتطوعين لحماية المسجد باستيقافه ومحاولة تفتيشه، وبعد اكتشاف أمره قام بتفجير نفسه خارج المسجد مما أسفر عن مقتله واربعة آخرين من المتطوعين وإصابة أربعة أشخاص بإصابات غير مهددة للحياة، وقد أعلن تنظيم داعش مسؤوليته عن الهجوم.

## إمام الجامع
السيد علي ناصر السلمان

## موقع الجامع
حي العنود بمدينة الدمام